# Halesiaceae
Classification APG (1998)
Famille
Classification APG II (2003)
Classification APG III (2009)
Taxons de rang inférieur
- Voir le texte

Les Halesiaceae sont une famille de plantes à fleurs dicotylédones qui ne contient que le genre Halesia.

## Étymologie
Le nom vient du genre Halesia, donné en hommage au prêtre anglican Stephen Hales, qui avaient de multiples compétences : 	botaniste, physicien, chimiste, physiologiste et inventeur.

## Classification
Cette famille n'est pas acceptée par la classification classique de Cronquist (1981).
Elle fut brièvement acceptée par la classification phylogénétique APG (1998).
Toutefois, comme par la classification classique de Cronquist (1981), elle n'est pas acceptée par la classification phylogénétique APG II (2003) et la classification phylogénétique APG III (2009), qui assignent ce genre aux Styracaceae.